# Aphis sumire
Aphis sumire är en insektsart. Aphis sumire ingår i släktet Aphis och familjen långrörsbladlöss. Inga underarter finns listade i Catalogue of Life.